# إتش س. بوتير
إتش س. بوتير (بالإنجليزية: H. C. Potter) هو كاتب سيناريو ومخرج أمريكي، ولد في 13 نوفمبر 1904 في نيويورك في الولايات المتحدة، وتوفي بنفس المكان في 31 أغسطس 1977.

## وصلات خارجية
- إتش س. بوتير على موقع IMDb (الإنجليزية)
- إتش س. بوتير على موقع الموسوعة البريطانية (الإنجليزية)
- إتش س. بوتير على موقع ألو سيني (الفرنسية)
- إتش س. بوتير على موقع أول موفي (الإنجليزية)
- إتش س. بوتير على موقع قاعدة بيانات برودواي على الإنترنت (الإنجليزية)
- إتش س. بوتير على موقع قاعدة بيانات الأفلام السويدية (السويدية)
- إتش س. بوتير على موقع إن إن دي بي (الإنجليزية)
- إتش س. بوتير على موقع قاعدة بيانات الفيلم (الإنجليزية)
- إتش س. بوتير على موقع كينوبويسك (الروسية)